# مردم آذری باستان
مردم آذری باستان مردمانی ایرانی‌تبار و ساکن منطقه آذربایجان بودند که از دوران مادها تا سده‌های میانه اسلامی در این ناحیه می‌زیستند. آن‌ها به زبانی ایرانی به‌نام آذری سخن می‌گفتند که تا چند قرن پس از ورود ترک‌زبانان به منطقه رواج داشت. مطالعات زبان‌شناسی، تاریخی و ژنتیکی معاصر همگی بر ایرانی‌تبار بودن و اصالت بومی این مردم در شمال‌غرب ایران دلالت دارند.

## ریشه و خاستگاه
ریشه مردم آذری باستان به دوره شاهنشاهی ماد بازمی‌گردد. پس از سقوط مادها و ادغام آن‌ها در ساختار هخامنشیان، مردم بومی آذربایجان با حفظ زبان و ساختار فرهنگی خود، به حیات مستقل ادامه دادند. در منابع تاریخی اسلامی، همواره از مردم این منطقه با صفاتی چون «ایرانی‌زبان» و «پهلوی‌زبان» یاد شده است.

## ساختار قومی و فرهنگی
مردم آذری باستان دارای فرهنگ منسجم، سنت‌های بومی و دین زرتشتی بودند. آنان در نواحی کوهستانی و جلگه‌ای آذربایجان، با ساختار اجتماعی روستایی و ایلیاتی زندگی می‌کردند. با وجود سلطه اعراب و بعدتر ترک‌ها، این مردم برای مدت‌ها به حفظ زبان و فرهنگ بومی خود ادامه دادند. بقایای آیین‌ها، پوشش‌ها و باورهای محلی آن‌ها، در برخی مناطق آذربایجان همچنان دیده می‌شود.

## زبان آذری
زبان مردم آذری باستان، آذری ایرانی یا فهلوی آذربایجانی، شاخه‌ای از زبان‌های ایرانی شمال‌غربی بود. این زبان با تاتی و تالشی نزدیکی زبانی داشته و در بسیاری منابع از جمله آثار احمد کسروی به‌عنوان ادامه زبان مادی معرفی شده است. کسروی در کتاب «آذری یا زبان باستان آذربایجان» به مستندات تاریخی و زبانی این زبان پرداخته است.

## شواهد تاریخی
ابن حوقل در صورت‌الارض، زبان مردم آذربایجان را فارسی (پهلوی) معرفی کرده است.
یعقوبی، مقدسی و حمزه اصفهانی نیز گزارش‌هایی دربارهٔ ایرانی‌بودن زبان مردم این ناحیه آورده‌اند.
یاقوت حموی، جغرافی‌دان قرن هفتم هجری، از زبانی موسوم به «آذری» سخن گفته که خاص مردم آذربایجان بوده و دیگر اقوام آن را درک نمی‌کردند.
زکریا قزوینی و ابن ندیم نیز اشاره‌هایی به این زبان کرده‌اند.

## نژاد و ژنتیک
تحقیقات ژنتیکی انجام‌شده در دهه‌های اخیر (از جمله پژوهش‌های Broushaki و Cavalli-Sforza) نشان می‌دهد که مردم بومی آذربایجان، ترکیب ژنتیکی مشابه با دیگر اقوام ایرانی مانند کردها، لرها و فارس‌ها دارند. این یافته‌ها دلالت دارد بر اینکه مردم آذری باستان از تبار ایرانو-آریایی و بخشی از جمعیت بومی فلات ایران بوده‌اند. در این مطالعات، تأثیر ژنتیکی اقوام ترک‌تبار مهاجر آسیای مرکزی در جمعیت کنونی آذربایجان کمتر از ۱۵٪ برآورد شده است.

## تغییر زبان و آذری‌زدایی
از سده پنجم هجری به‌بعد، با ورود و استقرار اقوام ترک‌زبان مانند غزها، سلجوقیان و مغولان، روند ترکی‌زبان‌شدن تدریجی مردم آذربایجان آغاز شد. در دوره صفویان به‌دلیل تکیه حکومت بر قبایل ترک‌زبان قزلباش، زبان ترکی آذربایجانی رسمیت یافت و آذری ایرانی به‌تدریج به نواحی کوهستانی محدود شد.

## بازماندگان زبانی
بقایای زبان آذری هنوز در قالب گویش‌های تاتی و هرزنی در برخی نقاط آذربایجان مشاهده می‌شود. مناطقی مانند خوشکندشت، عنبران، کلور، چنقرالو، هشجین و هرزن گویش‌هایی را حفظ کرده‌اند که ردپایی از زبان آذری دارند.

## اهمیت پژوهشی
مطالعه بر مردم آذری باستان برای درک تحول زبانی و قومی منطقه قفقاز جنوبی و ایران‌زمین حائز اهمیت است. بسیاری از پژوهشگران زبان‌شناس، ایران‌شناس و تاریخ‌نگار تلاش کرده‌اند تا با تکیه بر شواهد متنی، گویشی و ژنتیکی، بازسازی دقیقی از هویت و زبان این مردم ارائه دهند. آثاری از احمد کسروی، عنایت‌الله رضا، حسن رضایی باغ بیدی، ابراهیم پورداوود، ریچارد فرای و دیگران منابع مهم این حوزه به‌شمار می‌آیند.